# پارک سوکیونگ
پارک سوکیونگ (Park Sukyung) (کره‌ای: 박수경 ; متولد ۱۹۷۳) استاد مهندسی مکانیک کره جنوبی در KAIST با تخصص در بیومکانیک به عنوان مشاور علم و فناوری رئیس‌جمهور مون جائه این از سال ۲۰۲۰ تا ۲۰۲۲ خدمت کرده‌است
پارک جوانترین فرد منصوب شده توسط مون به سمت معاون وزیر و همچنین جوانترین عضو ارشد دفتر رئیس‌جمهور است.
پارک اولین استاد زنی بود که به دانشکده مهندسی مکانیک KAIST پیوست و اولین دانش آموزی بود که از دبیرستان علوم سئول تنها در عرض دو سال فارغ‌التحصیل شد.
پارک یکی از اعضای هیئت امنای KAIST است. او قبلاً محقق ارشد مؤسسه ماشین آلات و مواد کره با بودجه دولتی و عضو شورای مشورتی رئیس‌جمهور در علم و فناوری بود.
پارک دارای سه مدرک مهندسی مکانیک - لیسانس و فوق لیسانس از KAIST و دکترا از دانشگاه میشیگان است.